# NGC 6969
NGC 6969 ist eine Spiralgalaxie vom Hubble-Typ Sa im Sternbild Delphin am Nordsternhimmel. Sie ist schätzungsweise 216 Millionen Lichtjahre von der Milchstraße entfernt und hat einen Durchmesser von etwa 70.000 Lichtjahren.
Das Objekt wurde am 15. August 1863 von Albert Marth entdeckt.